# أدريين سيلفا
أندرين سيباستيان بيروشيت سيلفا (بالبرتغالية: Adrien Sébastien Perruchet Silva‏) وهو لاعب كُرَة قَدَم برتغالي في مركز الوسط ولد في يوم 15 مارس 1989 في بلدة أنغوليم في فرنسا وهو يلعب حالياً مع نادي يونايتد الإماراتي وسبق له اللعب مع نادي سبورتينغ لشبونة ونادي أكاديميكا كويمبرا ومكابي حيفا وليستر سيتي ونادي موناكو ونادي الوحدة الإماراتي ونادي يونايتد الإماراتي ولعب مع منتخب البرتغال لكرة القدم ويبلغ طوله 175 سم.

## مسيرته الكروية
لعب أدريين سيلفا خلال مسيرته الاحترافية مع 5 أندية في ستة عشر موسمًا وسجل خلالها 37 هدفًا ضمن 261 مباراة. حيث فاز في ثلاثة مواسم بالكأس وفي موسم واحد بالدوري.
خاض أدريين سيلفا مسيرته مع نادي سبورتينغ لشبونة في موسم 2007–08 في المرة الأولى واستمر معه طيلة ثلاثة مواسم ثم في موسم 2012–13 ليلعب معه ستة مواسم، مشاركًا طوالها في 170 مباراة سجل خلالها 32 هدفًا. ثم انتقل إلى نادي أكاديميكا كويمبرا في موسم 2010–11 ولمدة موسمين، حيث شارك في 34 مباراة سجل خلالها 5 أهداف. لينتقل بعدها إلى نادي ليستر سيتي في موسم 2017–18 ولمدة موسمين، مشاركًا في 14 مباراة ولم يسجل أي هدف. ثم انتقل إلى نادي موناكو في موسم 2018–19 ولمدة موسمين، مشاركًا في 37 مباراة ولم يسجل أي هدف أيضًا.

## وصلات خارجية
- أدريين سيلفا على موقع الاتحاد الأوربي (الإنجليزية)
- أدريين سيلفا على موقع قاعدة بيانات كرة القدم.إي يو (الإنجليزية)
- أدريين سيلفا على موقع ليكيب (الفرنسية)
- أدريين سيلفا على موقع ناشيونال فوتبول تيمز (الإنجليزية)
- أدريين سيلفا على موقع Soccerbase.com (لاعب) (الإنجليزية)
- أدريين سيلفا على موقع Soccerway.com (الإنجليزية)
- أدريين سيلفا على موقع عالم كرة القدم.نت (الإنجليزية)
- أدريين سيلفا على موقع AS.com (الإسبانية)